# Isola di Nansen
L'isola di Nansen (in russo Остров Нансена, ostrov Nansena) è un'isola russa che fa parte dell'arcipelago della Terra di Francesco Giuseppe, nell'Oceano Artico. Amministrativamente fa parte dell'oblast' di Arcangelo.
L'isola ha preso il nome dell'esploratore polare Fridtjof Nansen, che ha esplorato e tracciato la mappa dell'arcipelago della Terra di Francesco Giuseppe nel 1896.

## Geografia
L'isola di Nansen si trova nella parte centro-meridionale dell'arcipelago; a est c'è l'isola di Bromwich; a sud-est, il canale di Hamilton, largo meno di 2 km, la separa dall'isola di Pritchet; ad ovest, al di là del canale Robert Pilja, si trova l'isola di Koetlitz. A nord si trova il largo canale di Markham e a sud-ovest il canale Young.
La punta settentrionale dell'isola è capo Arthur (мыс Артур); a sud-ovest c'è capo Ušakov (мыс Ушаков), così chiamato in onore dell'esploratore artico russo Georgij Alekseevič Ušakov; il punto più meridionale dell'isola è capo Taylor (мыс Тейлора). Il punto più alto dell'isola raggiunge i 372 metri.

## Isole adiacenti
- Isola di Jefferson (Остров Джефферсона, ostrov Džeffersona), piccola isola a sud-ovest.
- Isola di Wilton (Остров Уилтона, ostrov Uiltona), piccola isola a nord-est.